# French Connection (przedsiębiorstwo)

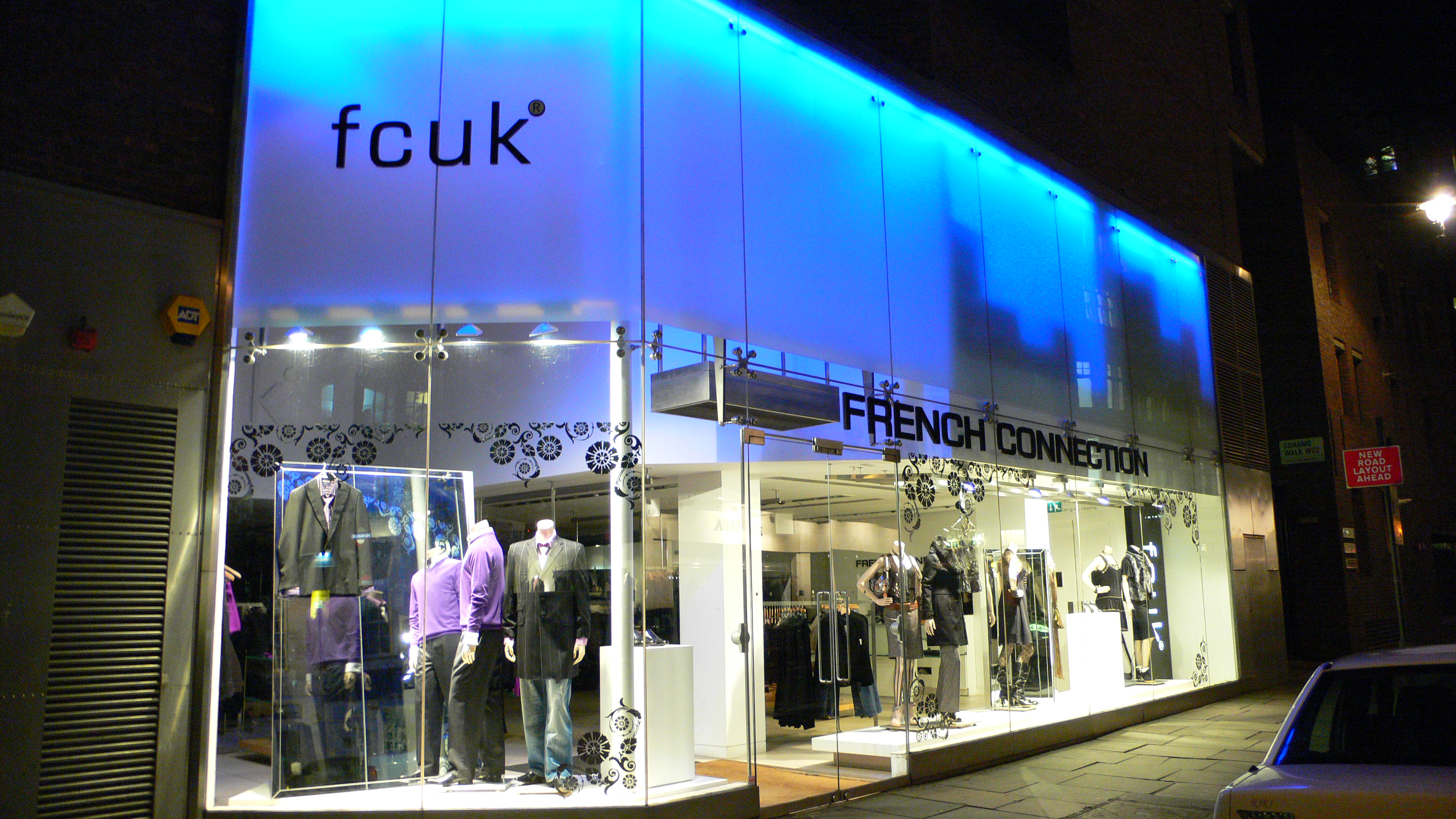
Sklep French Connection w Londynie

French Connection – firma odzieżowa z siedzibą w Londynie w Wielkiej Brytanii założona w 1972 roku sprzedająca ubrania oraz akcesoria w wielu krajach świata.
W kwietniu 1997 roku, French Connection zaczęła znakować swoje towary napisem „fcuk”. Jest to akronim „French Connection United Kingdom”, który jednak przez swoje podobieństwo do angielskiego wyrazu „fuck” wzbudził kontrowersje. Firma French Connection wykorzystała to i zaczęła produkcję t-shirtów z napisami takimi jak: „fcuk this”, „hot as fcuk”, „lucky fcuk”, „fcuk on the beach”, „fcuk off” itp. Akronim po raz pierwszy zauważono w faksie przesłanym ze sklepu w Hongkongu do jednej z placówek w Wielkiej Brytanii – „FCHK to FCUK” (French Connection Hong Kong to French Connection United Kingdom).